# 荃灣西北
荃灣西北（英語：Tsuen Wan Northwest，代號K1）是香港荃灣區議會下轄的選區，2023年設立，定為雙議席選區。

## 範圍
現時選區包括荃灣的西北部、馬灣全島及大嶼山東北部的青洲仔半島，大河道、沙咀道、大涌道、荃灣路以西一帶，與其接壤的選區有荃灣東南、屯門區議會的屯門東選區、元朗區議會的元朗鄉郊東選區以及葵青區議會的青衣選區。
2023年區議會選舉時，投票站設有十三個，分別位於荃灣西約體育館、荃灣體育館、柴灣角天主教小學、荃灣潮州公學 (由於場地問題，原愉景選區的票站從荃景圍一帶遷移至此)、荃灣官立中學、中華基督教會基慧小學(馬灣)、圓玄學院荃灣西長者鄰舍中心、青龍頭村村公所、豪景花園遊樂會、深井天主教小學、荃灣官立小學、中華基督教會基慧小學、川龍村公所。

## 沿革
2023年香港選舉改革將區議會所有單議席選區取消，荃灣區定為兩個雙議席選區，共選出四席民選議員。荃灣西北選區由原有單議席的荃灣西、荃灣中心、愉景、福來、馬灣、荃灣郊區、汀深、麗濤、荃威選區合併而成。
2023年區議會選舉，估算人口有174,878人，選民有88,781人，吸引到四人參選。

## 歷屆議員
| 選區名稱 | 屆別           | 議員   | 政治聯繫 | 政治聯繫 | 議員   | 政治聯繫 | 政治聯繫 |
| -------- | -------------- | ------ | -------- | -------- | ------ | -------- | -------- |
| 荃灣西北 | 2024年－2027年 | 葛兆源 |          | 工聯會   | 黃啟進 |          | 民建聯   |

## 歷屆選舉結果
| 政党   | 政党   | 候选人    | 票数   | %      | ±      |
| ------ | ------ | --------- | ------ | ------ | ------ |
|        | 工聯會 | ①. 葛兆源 | 9,783  | 43.30% | 不適用 |
|        | 獨立   | ②. 黃超華 | 959    | 4.24%  | 不適用 |
|        | 獨立   | ③. 鍾展滔 | 1,641  | 7.26%  | 不適用 |
|        | 民建聯 | ④. 黃啟進 | 10,213 | 45.20% | 不適用 |
| 多数票 | 多数票 | 多数票    | 8,142  | 36.03% | 不適用 |

## 資料來源
1. ↑   (PDF).   [2023年8月23日]. （原始内容 (PDF)存档于2023年10月20日） （繁体中文）.
2. ↑   (PDF).   [2023年11月17日].
3. ↑   (PDF). 選舉管理委員會. 2023-07-11  [2023-08-23]. （原始内容存档 (PDF)于2023-10-15）.
4. ↑   (PDF).   [2023-11-19]. （原始内容存档 (PDF)于2023-11-16）.
5. ↑   (PDF).   [2023-08-23]. （原始内容存档 (PDF)于2023-10-20）.
6. ↑   (PDF).   [2023-11-17]. （原始内容存档 (PDF)于2023-12-11）.